# Liste der Monuments historiques in Proupiary
Die Liste der Monuments historiques in Proupiary führt die Monuments historiques in der französischen Gemeinde Proupiary auf.

## Liste der Bauwerke
| Bezeichnung                       | Beschreibung                       | Standort | Kennzeichnung | Schutzstatus   | Datum | Bild |
| --------------------------------- | ---------------------------------- | -------- | ------------- | -------------- | ----- | ---- |
| Kloster Bonnefont                 | Erbaut im 12. Jahrhundert          | (Lage)   | PA00094431    | Classé Inscrit | 1984  |      |
| Grange cistercienne de la Peyrère | Scheune, erbaut im 12. Jahrhundert | (Lage)   | PA00135703    | Classé         | 1995  |      |

## Liste der Objekte
- Monuments historiques (Objekte) in Proupiary in der Base Palissy des französischen Kultusministeriums